# Ален Бокшич
Ален Бокшич (хорв. Alen Bokšić; нар. 21 січня 1970, Макарська) — хорватський футболіст, що грав на позиції нападника. По завершенні ігрової кар'єри — тренер.
Чемпіон Франції. Дворазовий чемпіон Італії. Дворазовий володар кубка Італії. Дворазовий володар Суперкубка Італії з футболу. Переможець Ліги чемпіонів УЄФА. Володар Міжконтинентального кубка. Дворазовий володар Суперкубка УЄФА. Володар Кубка Кубків УЄФА.

## Клубна кар'єра
Вихованець юнацьких команд футбольних клубів «Хайдук» (Спліт) та «Змай».
У дорослому футболі дебютував 1987 року виступами за команду клубу «Хайдук» (Спліт), в якій провів чотири сезони, взявши участь у 96 матчах чемпіонату. Більшість часу, проведеного у складі «Хайдука», був основним гравцем атакувальної ланки команди.
Згодом з 1991 по 1993 рік грав у складі команд клубів «Канн» та «Олімпік» (Марсель). Протягом цих років виборов титул чемпіона Франції, ставав переможцем Ліги чемпіонів УЄФА.
Своєю грою за останню команду привернув увагу представників тренерського штабу клубу «Лаціо», до складу якого приєднався 1993 року. Відіграв за «біло-блакитних» наступні три сезони своєї ігрової кар'єри. Граючи у складі «Лаціо» також здебільшого виходив на поле в основному складі команди.
Протягом 1996—1997 років захищав кольори команди клубу «Ювентус». За цей час додав до переліку своїх трофеїв титул чемпіона Італії.
1997 року повернувся до клубу «Лаціо». Цього разу провів у складі його команди три сезони. За цей час додав до переліку своїх трофеїв ще один титул чемпіона Італії, ставав володарем Кубка Італії (двічі), володарем Суперкубка Італії з футболу (двічі), володарем Суперкубка УЄФА, володарем Кубка Кубків УЄФА.
Завершив професійну ігрову кар'єру у клубі «Мідлсбро», за команду якого виступав протягом 2000—2002 років.

## Виступи за збірні
Протягом 1988—1991 років залучався до складу молодіжної збірної Югославії. На молодіжному рівні зіграв у 11 офіційних матчах, забив 3 голи.
1990 року у складі національної збірної Югославії був учасником чемпіонату світу 1990, однак не зіграв на турнірі жодного матчу.
З 1993 по 2002 роки виступав за збірну Хорватії. У складі збірної був учасником чемпіонату Європи 1996 в Англії та чемпіонату світу 2002 в Японії та Південній Кореї.

## Кар'єра тренера
Розпочав тренерську кар'єру, повернувшись до футболу після тривалої перерви, 2012 року, увійшовши до тренерського штабу збірної Хорватії. Пропрацював у штабі до 2013 року.

## Статистика виступів

### Статистика клубних виступів
| Сезон                | Команда              | Чемпіонат            | Чемпіонат | Чемпіонат | Національний кубок | Національний кубок | Національний кубок | Континентальні кубки | Континентальні кубки | Континентальні кубки | Інші змагання | Інші змагання | Інші змагання | Усього | Усього |
| Сезон                | Команда              | Ліга                 | Ігор      | Голів     | Ліга               | Ігор               | Голів              | Ліга                 | Ігор                 | Голів                | Ліга          | Ігор          | Голів         | Ігор   | Голів  |
| -------------------- | -------------------- | -------------------- | --------- | --------- | ------------------ | ------------------ | ------------------ | -------------------- | -------------------- | -------------------- | ------------- | ------------- | ------------- | ------ | ------ |
| 1986-87              | «Хайдук»             | ПЛ                   | 1         | 0         | КЮ                 | 0                  | 0                  | КУЄФА                | 0                    | 0                    | —             | —             | —             | 1      | 0      |
| 1987-88              | «Хайдук»             | ПЛ                   | 13        | 2         | КЮ                 | 0                  | 0                  | КВК                  | 0                    | 0                    | —             | —             | —             | 13     | 2      |
| 1988-89              | «Хайдук»             | ПЛ                   | 26        | 7         | КЮ                 | 1                  | 0                  | —                    | —                    | —                    | —             | —             | —             | 27     | 7      |
| 1989-90              | «Хайдук»             | ПЛ                   | 27        | 12        | КЮ                 | 7                  | 1                  | —                    | —                    | —                    | —             | —             | —             | 34     | 13     |
| 1990-91              | «Хайдук»             | ПЛ                   | 29        | 6         | КЮ                 | 7                  | 2                  | —                    | —                    | —                    | —             | —             | —             | 36     | 8      |
| Усього за «Хайдук»   | Усього за «Хайдук»   | Усього за «Хайдук»   | 96        | 27        |                    | 15                 | 3                  |                      | —                    | —                    |               | —             | —             | 111    | 30     |
| 1991-92              | «Канн»               | Л1                   | 1         | 0         | КФ                 | 0                  | 0                  | —                    | —                    | —                    | —             | —             | —             | 1      | 0      |
| 1992-93              | «Олімпік»            | Л1                   | 37        | 23        | КФ                 | 1                  | 0                  | ЛЧ                   | 8                    | 6                    | —             | —             | —             | 46     | 29     |
| лип.-лис. 1993]]     | «Олімпік»            | Л1                   | 12        | 3         | КФ                 | 0                  | 0                  | —                    | —                    | —                    | —             | —             | —             | 12     | 3      |
| Усього за «Олімпік»  | Усього за «Олімпік»  | Усього за «Олімпік»  | 49        | 26        |                    | 1                  | 0                  |                      | 8                    | 6                    |               | —             | —             | 58     | 32     |
| лис. 1993-94         | «Лаціо»              | A                    | 21        | 4         | КІ                 | 0                  | 0                  | КУЄФА                | 0                    | 0                    | —             | —             | —             | 21     | 4      |
| 1994-95              | «Лаціо»              | A                    | 23        | 9         | КІ                 | 4                  | 0                  | КУЄФА                | 6                    | 2                    | —             | —             | —             | 33     | 11     |
| 1995-96              | «Лаціо»              | A                    | 23        | 4         | КІ                 | 1                  | 0                  | КУЄФА                | 2                    | 0                    | —             | —             | —             | 26     | 4      |
| 1996-97              | «Ювентус»            | A                    | 22        | 3         | КІ                 | 2                  | 0                  | ЛЧ                   | 8                    | 4                    | СУ+МКК        | 0+1           | 0+0           | 33     | 7      |
| 1997-98              | «Лаціо»              | A                    | 26        | 10        | КІ                 | 6                  | 5                  | КУЄФА                | 6                    | 0                    | —             | —             | —             | 38     | 15     |
| 1998-99              | «Лаціо»              | A                    | 3         | 0         | КІ                 | 0                  | 0                  | КВК                  | 3                    | 1                    | СІ            | 0             | 0             | 6      | 1      |
| 1999-00              | «Лаціо»              | A                    | 19        | 4         | КІ                 | 4                  | 3                  | ЛЧ                   | 10                   | 1                    | СУ            | 0             | 0             | 33     | 8      |
| Усього за «Лаціо»    | Усього за «Лаціо»    | Усього за «Лаціо»    | 115       | 31        |                    | 15                 | 8                  |                      | 27                   | 4                    |               | —             | —             | 157    | 43     |
| 2000-01              | «Мідлсбро»           | ПЛ                   | 28        | 12        | КА+КЛ              | 3+0                | 0+0                | —                    | —                    | —                    | —             | —             | —             | 31     | 12     |
| 2001-02              | «Мідлсбро»           | ПЛ                   | 22        | 8         | КА+КЛ              | 0+1                | 0+0                | —                    | —                    | —                    | —             | —             | —             | 23     | 8      |
| 2002-03              | «Мідлсбро»           | ПЛ                   | 18        | 2         | КА+КЛ              | 1+0                | 0+0                | —                    | —                    | —                    | —             | —             | —             | 19     | 2      |
| Усього за «Мідлсбро» | Усього за «Мідлсбро» | Усього за «Мідлсбро» | 68        | 22        |                    | 5                  | 0                  |                      | —                    | —                    |               | —             | —             | 73     | 22     |
| Усього за кар'єру    | Усього за кар'єру    | Усього за кар'єру    | 351       | 109       |                    | 38                 | 11                 |                      | 43                   | 14                   |               | 1             | 0             | 433    | 134    |

## Титули і досягнення

### Командні
- Чемпіон Франції: 1992-93 (скасований)
- Чемпіон Італії: 1996-97, 1999-00
- Володар кубка Італії: 1997-98, 1999-00
- Володар Суперкубка Італії з футболу: 1998, 2000
- Переможець Ліги чемпіонів УЄФА: 1992-93
- Володар Міжконтинентального кубка: 1996
- Володар Суперкубка УЄФА: 1996, 1999
- Володар Кубка Кубків УЄФА: 1998-99
- Найкращий бомбардир Чемпіонату Франції: 1992-93